# Dorthe Carlsen
Dorthe Carlsen (født 15. august 1958) er en dansk journalist, der er ansvarshavende chefredaktør for Midtjyske Medier – et datterselskab i Berlingske Media.
Carlsen blev uddannet journalist fra Danmarks Journalisthøjskole i 1989. 
Hun var fra 1990 til 2005 ansat i DR, hvor hun bl.a. var kanalchef for P3 og chef for DR's digitale tjenester. I 2005 blev hun ansvarshavende chefredaktør for Urban. Derefter blev hun projektleder på B.T., indtil hun i maj 2008 tiltrådte som ansvarshavende chefredaktør for Midtjyske Medier, der udgiver i alt 20 titler.